# Севастопольська бухта
Севасто́польська бухта (історично — Ахтія́рська бухта, крим. Aqyar körfezi) — бухта в центрі Севастополя. Є вузькою затокою, що простягається на 8 км вглиб Кримського півострова. Її береги порізані й утворюють безліч бухт, що носять самостійні назви.

## Історія
Севастопольська бухта відома мореплавцям понад 25 століть. За цей час вона багато разів змінювала свою назву. У Страбона (I століття) вона згадується як Ктенунт (гребінець), мабуть, стародавні угледіли в ній схожість з цим морським молюском. У XVIII столітті бухта носила назви: Корсунський Сиваш, Каламіта-Лиман (за назвою фортеці в Інкермані), Ахтіарська бухта, Інкерманська бухта. У XIX столітті її називали Великою бухтою, Великим рейдом, Північною бухтою.

## Характеристика бухти
Севастопольська бухта простягається на чотири морські милі на схід від мису Костянтинівський. Вхід в бухту обмежений Північним і Південним молами. Від берегів бухти виступають миси, між якими розташовані малі бухти. Найбільшою з них є Південна бухта.

### Бухти Північної сторони
- Костянтинівська
- Матюшенка
- Михайлівська
- Старопівнічна
- Північна
- Інженерна
- Докова
- Голландія
- Сухарна
- Маячна
- Графська

### Бухти Південної сторони
- Мартинова
- Олександрівська
- Кришталева
- Артилерійська
- Південна
- Корабельна
- Аполлонова
- Кілен-бухта

У вершину бухти впадає річка Чорна, яка протікає по Інкерманській ущелині. У місці впадіння річка утворює лиман, який має назву Інкерманської бухти.
Від багатьох мисів на 0,5—2 кабельтові простягаються рифи, частина з яких огороджена буями і віхами. Небезпеку для мореплавства в Севастопольській бухті та на вході до неї складають декілька затонулих суден і підводних перешкод, головним чином в районі мису Павловський біля північного берега бухти. Севастопольська бухта добре захищена від усіх вітрів крім західних.
В акваторії бухти є понад 160 причальних споруд. В 1999 році рішенням Севастопольської міської державної адміністрації з метою підтримання Севастопольської бухти в екологічно безпечному стані ділянки акваторії бухти закріплені за відповідними аквакористувачами, найбільшими з яких є Чорноморський флот Російської Федерації, Севастопольський морський торговельний порт, ВАТ «Севастопольський морський завод», Міністерство оборони України.